# منظمة الشيوخ
الشيوخ منظمة غير حكومية عالمية مكونة من شخصيات شعبية/عامة عادة ما تكون من كبار السن (وهذا أيضاً سبب تسميتها بهذا الاسم). وهم معروفون باسم الشيوخ، وهم يقومون بفعاليات من أجل السلام وحقوق الإنسان. وقد جُمعوا لأول مرة في عام 2007 على يد نيلسون مانديلا.
كان مانديلا يهدف من جمعهم إلى استثمار ما يعادل ألف سنة من مجموع تجاربهم في الحياة للعمل على إيجاد حلول للمشاكل التي قد تبدو غير قابلة للحل مثل تغير المناخ، الإيدز، الفقر. إضافة إلى استعمال استقلالهم السياسي ليساعدوا في حل أكثر الصراعات تعقيداً في العالم.

## نبذة تاريخية

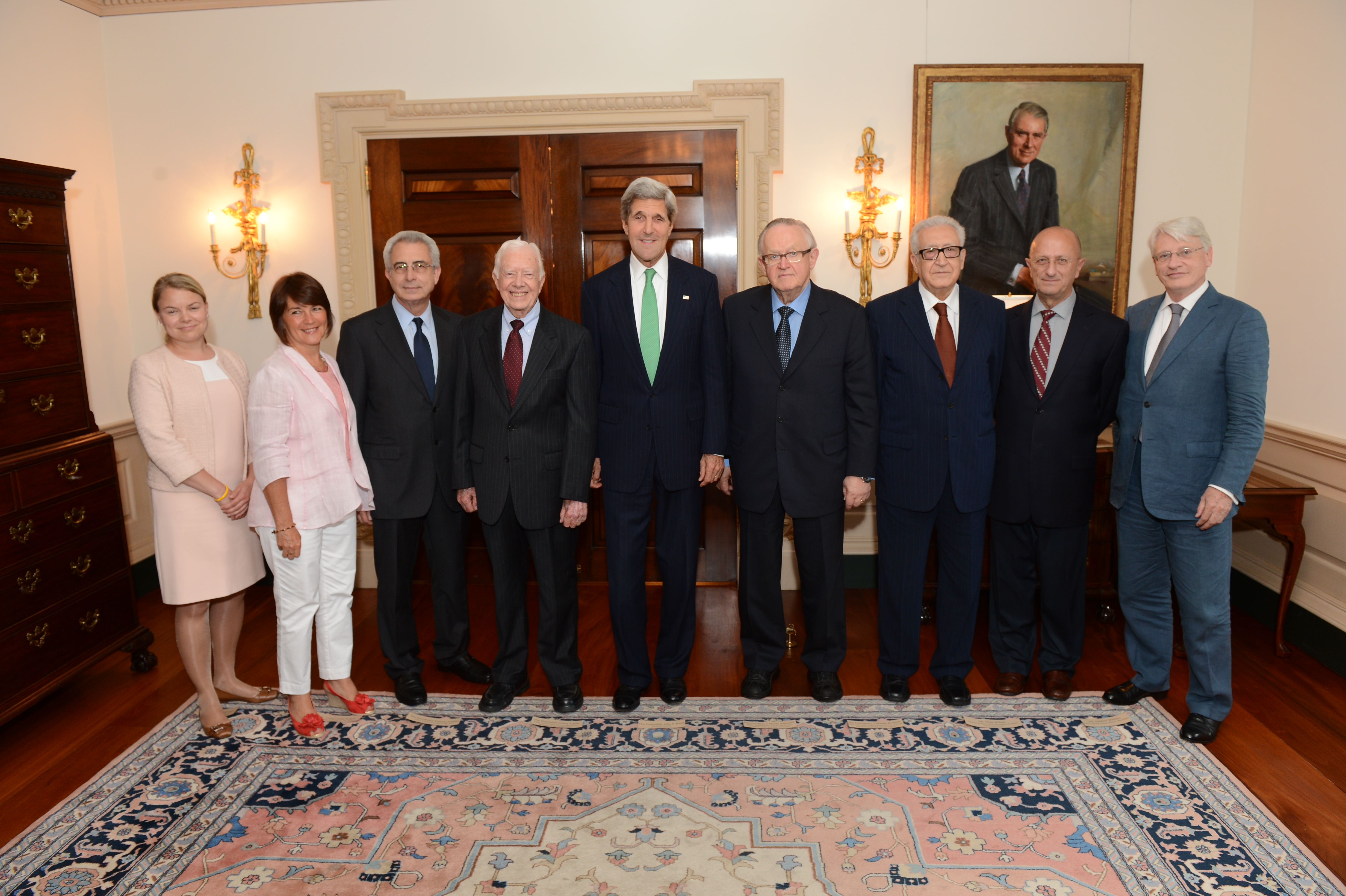
الوزير كيري يلتقي بالشيوخ

تولت ماري روبنسون رئاسة منظمة الشيوخ من نوفمبر 2018. تتألف المنظمة من ثمانية شيوخ وخمسة شيوخ فخريين. خدم كوفي أنان كرئيس مجلس إدارة من 2013 حتى وفاته في 2018. خدم ديزموند توتو كرئيس مجلس إدارة لست سنوات قبل أن يتنحى عن منصبه في مايو 2013، وبقي هناك كشيخ فخري.
بدأ الفريق مع ريتشارد برانسون والموسيقي وناشط حقوق الإنسان بيتر غابرييل مع الناشط المناهض لنظام الفصل العنصري ورئيس جنوب أفريقيا السابق نيلسون مانديلا. أعلن مانديلا تشكيل المجموعة في عيد ميلاده الثامن والتسعين في 18 يوليو عام 2009 في جوهانسبرغ في جنوب إفريقيا. في احتفالية الإطلاق، بقي كرسي شاغر على المنصة لأون سان سو تشي، وهي ناشطة حقوقية وكانت سجينة سياسية في ميانمار في ذلك الوقت. حضر الاحتفال كوفي أنان، وجيمي كارتر، وغراسا ماشيل، ونيلسون مانديلا، وماري روبنسون، وديزموند توتو، ومحمد يونس، ولي  تشاوشينغ. الأعضاء الذين لم يحضروا احتفالية الإطلاق هم إيلا بهات، وغرو هارلم برونتلاند، والأخضر الإبراهيمي، وفيرناندو أنريك كاردوسو. انضم مارتي أهتيسآري إلى منظمة الشيوخ في سبتمبر عام 2009، وانضمت هينا جلالي، وإرنستو زيديلو في يوليو 2013، وريكاردو لاغوس في يونيو 2016. في يونيو 2017 انضم الأمين العام للأمم المتحدة السابق بان كي مون إلى المجموعة.
مُولت منظمة الشيوخ من قبل مجموعة من المتبرعين الذين تمت تسميتهم في المجلس الاستشاري.

## الأعضاء

### الشيوخ
1. الأخضر الإبراهيمي، وزير الخارجية السابق للجزائر ومبعوث الأمم المتحدة.
2. غرو هارلم برونتلاند، رئيسة وزراء النرويج السابقة، والأمينة العامة السابقة لمنظمة الصحة العالمية.
3. هينا جيلاني، مدافعة عن حقوق الإنسان العالمية، من باكستان.
4. غراسا ماشيل (نائبة الرئيس) وزيرة التعليم السابقة في الموزمبيق، ورئيسة مؤسسة التنمية الاجتماعية، وأرملة سامورا ماشيل، وأرملة نيلسون مانديلا.
5. ماري روبنسون (رئيسة مجلس الإدارة)، رئيسة أيرلندا السابقة، وعضو سابق في المفوضية السامية للأمم المتحدة لحقوق الإنسان.
6. إرنستو زيديلو، الرئيس السابق للمكسيك.
7. ريكاردو لاغوس، رئيس تشيلي السابق.
8. بان كي مون، أمين عام الأمم المتحدة.
9. إلين جونسون سيرليف، رئيس ليبيريا السابق، وحاصل على جائزة نوبل للسلام.
10. زيد رعد زيد الحسين، عضو سابق في المفوضية السامية للأمم المتحدة لحقوق الإنسان.

### الشيوخ الفخريون
1. ديزموند توتو، الأبرشية الأنغليكانية في كاب تاون، رئيس الأسقفية السابق في الكنيسة الأنغليكانية في الجنوب الإفريقي، ورئيس إدارة سابق في لجنة الحقيقة والمصالحة، وحاصل على جائزة نوبل للسلام.
2. جيمي كارتر، رئيس سابق للولايات المتحدة الأمريكية، وحاصل على جائزة نوبل للسلام.
3. فيرناندو أنريك كاردوسو، الرئيس السابق للبرازيل.
4. إيلا بهات، مؤسسة الرابطة النسائية للتوظيف الذاتي.
5. مارتي أهتيسآري، الرئيس السابق لفنلندا، وحاصل على جائزة نوبل للسلام.

### الشيوخ السابقين
- نيلسون مانديلا، حاصل على جائزة نوبل للسلام، والرئيس السابق لجنوب إفريقيا، وهو المؤسس لمنظمة الشيوخ.
- محمد يونس، مؤسس بنك غرامين، ورائد الإقراض المتناهي الصغر وحاصل على جائزة نوبل للسلام، وهو شيخ سابق. تنحى يونس عن منصبه كعضو في منظمة الشيوخ في سبتمبر عام 2009، مشيرًا إلى أنه لم يتمكن من إنصاف عضويته في المجموعة بسبب متطلبات عمله.
- أون سان سو تشي، زعيمة المعارضة في ميانمار وحاصلة على جائزة نوبل للسلام، وهي من الشيوخ الفخريين السابقين. في فترة بقاءها تحت الإقامة الجبرية تركت جمعية الشيوخ كرسيها فارغًا في كل اجتماع لهم وذلك لإظهار تضامنهم مع سو تشي وميانمار وسجناء سياسيين آخرين. وتماشيًا مع الشروط التي تنص على أن أعضاء منظمة الشيوخ لا يجب أن يشغلوا مناصب عامة تنحت سان سو تشي عن كونها شيخًا فخريًا بعد ترشحها للانتخابات البرلمان في 1 أبريل 2012.
- لي  تشاوشينغ، وزير الخارجية السابق لجمهورية الصين الشعبية، وكان من الحاضرين في الافتتاح.
- كوفي أنان، أمين عام الأمم المتحدة السابق، وحاصل على جائزة نوبل للسلام وكان رئيس مجلس الشيوخ من 2013 إلى 2018.

### الجهات المانحة والفريق
يُنسق عمل منظمة الشيوخ ويُدعم من قِبل فريق صغير مقره لندن. يرأس الفريق ديفيد نوسباوم، الذي عُين مديرًا تنفيذيًا في أكتوبر 2016.
تُمول منظمة الشيوخ بشكل مستقل من قِبل مجموعة من المتبرعين، الذين يشكلون المجلس الاستشاري في المنظمة أيضًا وهم: ريتشارد برانسون، وجين أويلانغ، وبيتر غابرييل (مؤسسة بيتر غابرييل)، وكاثي كالفين (مؤسسة الأمم المتحدة)، وجيريمي كولر، ولوليت سولومون (مؤسسة جي كولر)، وراندي نيوكومب (الإنسانية الموحدة)، وجيف سكول، وسالي أوسبيرغ (مؤسسة سكول)، وآمي تاويرز (مؤسسة ندونا)، وجيف تاويرز (جيفري تاورز وشركاه)، ماريك فان شايك، ومابل فان أورانجي، وهو المدير التنفيذي السابق لمنظمة الشيوخ، ويشرف على المجلس الاستشاري بصفته رئيس اللجنة الاستشارية لمنظمة فتيات لا زوجات.
تنشر منظمة الشيوخ تقارير سنوية توضح فيها عائدات المنظمة ونفقاتها.

## أعمال المنظمة
تستخدم منظمة الشيوخ استقلالها وخبرتها الجماعية وتأثيرها للعمل من أجل السلام، والعدالة، وحقوق الإنسان في جميع أنحاء العالم. تشمل أنظمة الشيوخ ثلاث مواضيع شاملة: شؤون الحكم، والقيادة؛ الصراع وأسبابه ونتائجه؛ عدم المساواة، والإقصاء، والتعسف. تركز منظمة الشيوخ على ست مجالات برنامجية.

### الأعمال الراهنة

#### الرعاية الصحية العالمية
في مؤتمر النساء نبع الحنان في مايو 2016 أطلقت منظمة الشيوخ مبادرة جديدة للحملة من أجل التغطية الصحية العالمية كجزء من جهودهم لدعم وتنفيذ أهداف التنمية المستدامة في الأمم المتحدة.
تركز المبادرة على أربع مجالات: 1) تعزيز التغطية الصحية العالمية بأفضل طريقة لتحقيق هدف التنمية الصحية المستدامة. 2) تعزيز الفوائد الاقتصادية والسياسية للتغطية الصحية العالمية. 3) إعطاء الأولوية للنساء والأطفال والمراهقين في تطبيق التغطية الصحية العالمية. 4) إعادة تأكيد دور التمويل الحكومي في التمويل على نحو مستدام في التغطية الصحية العالمية.
في سبتمبر عام 2016، ألقت غرو هارلم برونتلاند خطابًا مهمًا في مناسبة رفيعة المستوى في الجمعية العامة للأمم المتحدة في دورتها الواحدة والسبعين في نيويورك. وبالتعاون مع مارغريت تشان، وهي الأمينة العامة في منظمة الصحة العالمية، ووزيرتا الصحة في جنوب إفريقيا وتايلاند، دعت هارلم إلى قيادة شجاعة لتحقيق التغطية الصحية العالمية بحلول عام 2030.
في يناير عام 2007، أرسل كوفي أنان رسائل للقادة في الهند ليثني على التقدم الحاصل في إصلاح نظام الرعاية الصحية الهندي، وألقى غرو هارلم برونتلاند وإرنستو زيديلو خطابًا كبيرًا في مؤتمر جوائز برنس ماهيدول في بانكوك، تايلند. شدد غرو هارلم برونتلاند على أهمية السياسة الصحية الشاملة وشرح إرنستو زيديلو كيفية تطبيق التغطية الصحية العالمية على نحو مستدام.
في تسليط الضوء على الصلة بين الحصول على رعاية صحية مقبولة التكلفة والمساواة بين الجنسين، أعرب عضوان من منظمة الشيوخ في يناير 2017 عن قلقهما بإعادة فتح سياسة مدينة مكسيكو سيتي من قبل رئيس الولايات المتحدة المُنتخب دونالد ترامب.

## روابط اضافية
- الشيوخ'الموقع الرسمي